# Iuri Afanàssiev
Iuri Nikolàievitx Afanàssiev rus: Ю́рий Никола́евич Афана́сьевen, (Maina, óblast d'Uliànovsk, Rússia, 5 de setembre de 1934 - Moscou, 14 de setembre de 2015) fou un polític soviètic. Estudià història a la Universitat de Moscou. Fou membre del Comitè Central del Partit Comunista de la Unió Soviètica, de l'Institut d'Història General de l'Acadèmia de Ciències de l'URSS i rector de l'Institut Històric i dels Arxius de Moscou. President del moviment "Memorial", milità a favor de les víctimes de l'estalinisme i la seva rehabilitació.